# Sedbury
Sedbury é um vilarejo na Floresta de Dean, no distrito de Gloucestershire, Inglaterra. É no lado leste do Rio Wye, à frente da cidade galesa de Chepstow. Em Sedbury fica a escola Wyedean Comprehensive School, onde estudou J.K.Rowling quando criança.